# Anatole Vedernikov
Pour les articles homonymes, voir Vedernikov.
Anatole Vedernikov, né le 3 mai 1920 à Harbin en République de Chine et mort le 29 juin 1993 à Moscou, est un pianiste et professeur de musique classique russe.

## Biographie
Sa carrière débute en 1930 en tant que pianiste prodige. En 1933, il est diplômé de la Haute école de musique de Harbin. Avant 1936, il donne des concerts en Chine et au Japon (où il prend des leçons avec le pianiste L. Sirota). En 1936 il intègre le Conservatoire de Moscou, dans la classe d'Heinrich Neuhaus, dont il sort diplômé en 1947. En 1937, ses deux parents subissent la répression du régime stalinien : son père est exécuté, et sa mère condamnée à huit ans de prison.
Il devient un grand ami de Sviatoslav Richter, qui étudie également avec Heinrich Neuhaus. En 1940-1959, ils se produisent souvent ensemble : Concertos de Bach, Rondo de Chopin, Concerto pathétique de Liszt, En blanc et noir de Debussy, la Suite no 2 de Rachmaninov et la Sonate pour deux pianos et percussion de Bartók. Il se lie aussi avec Prokofiev, qui lui apprend à faire des transcriptions et l'instrumentation de quelques-unes de ses pièces ; Vedernikov est le premier interprète en Russie de son Concerto pour piano no 4 (pour la main gauche). Il est aussi le premier, après le compositeur, à interpréter les 1er et 24e Préludes et fugues op. 87 de Chostakovitch, qui en salue l'interprétation.
À partir de 1958, Anatole Vedernikov enseigne à l'Académie russe de musique Gnessine, comme professeur associé en 1963 ; puis en 1980 au Conservatoire de Moscou dont il est nommé professeur en 1985. Parmi ses élèves figurent A.V. Sheludyakov, N.S. Kislenko. Sa carrière ne se développe pas en dehors des pays soviétiques, mais à partir de 1969, il commence à se produire en dehors de ces derniers ; en 1980 il fait ses débuts en Italie et en Écosse, puis il effectue une tournée en Finlande et en Allemagne. En 1983 il reçoit la distinction d'artiste d'honneur de la RSFSR.